# بيل فينش
بيل فينش (بالإنجليزية: Bill Finch) هو سياسي أمريكي، ولد في 4 مارس 1956. حزبياً، نشط في الحزب الديمقراطي. وقد انتخب عضو مجلس ولاية كونيتيكت.